# Centrul Monumentelor Naționale din Franța

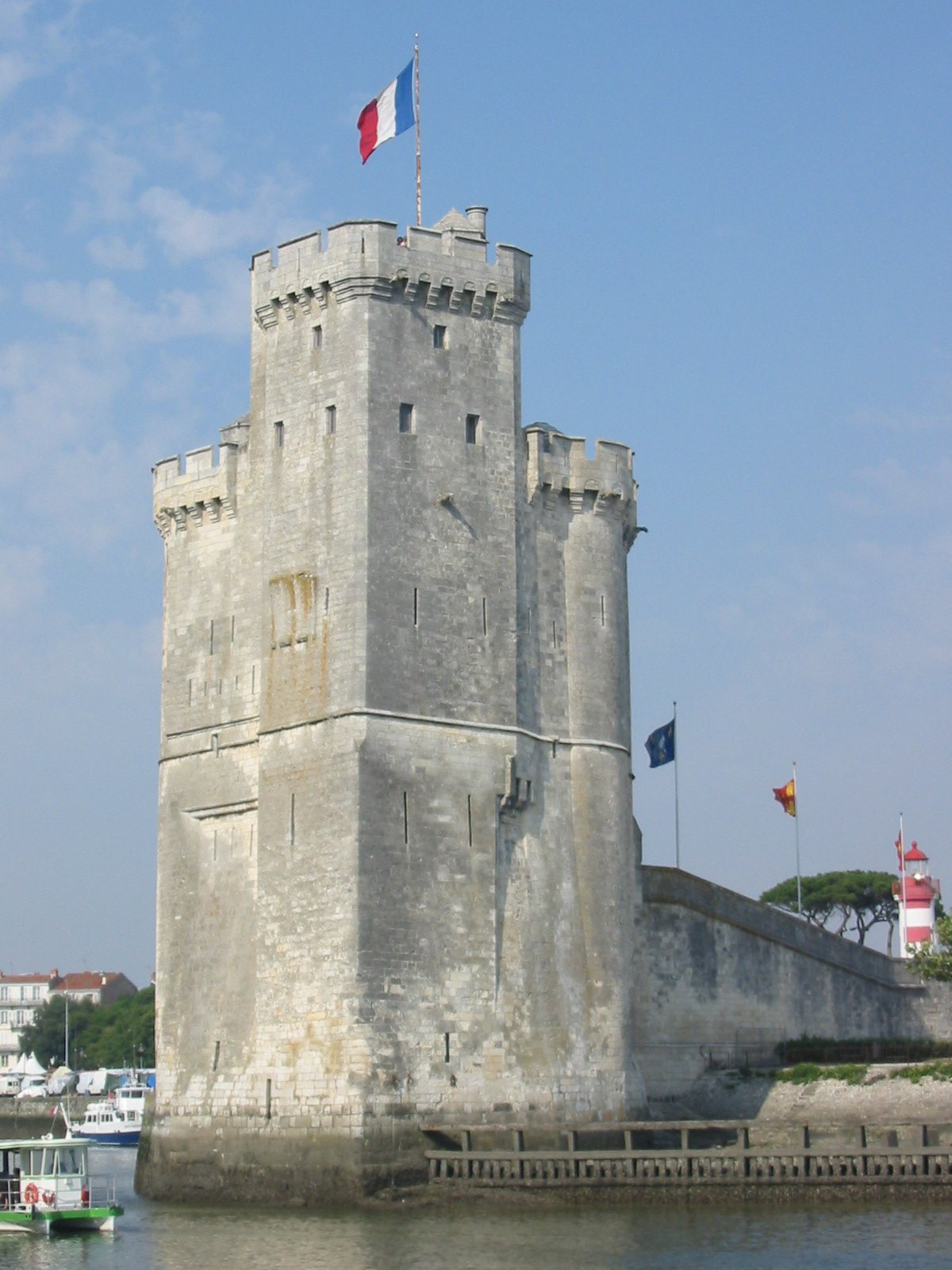
Turnul Saint-Nicolas, La Rochelle

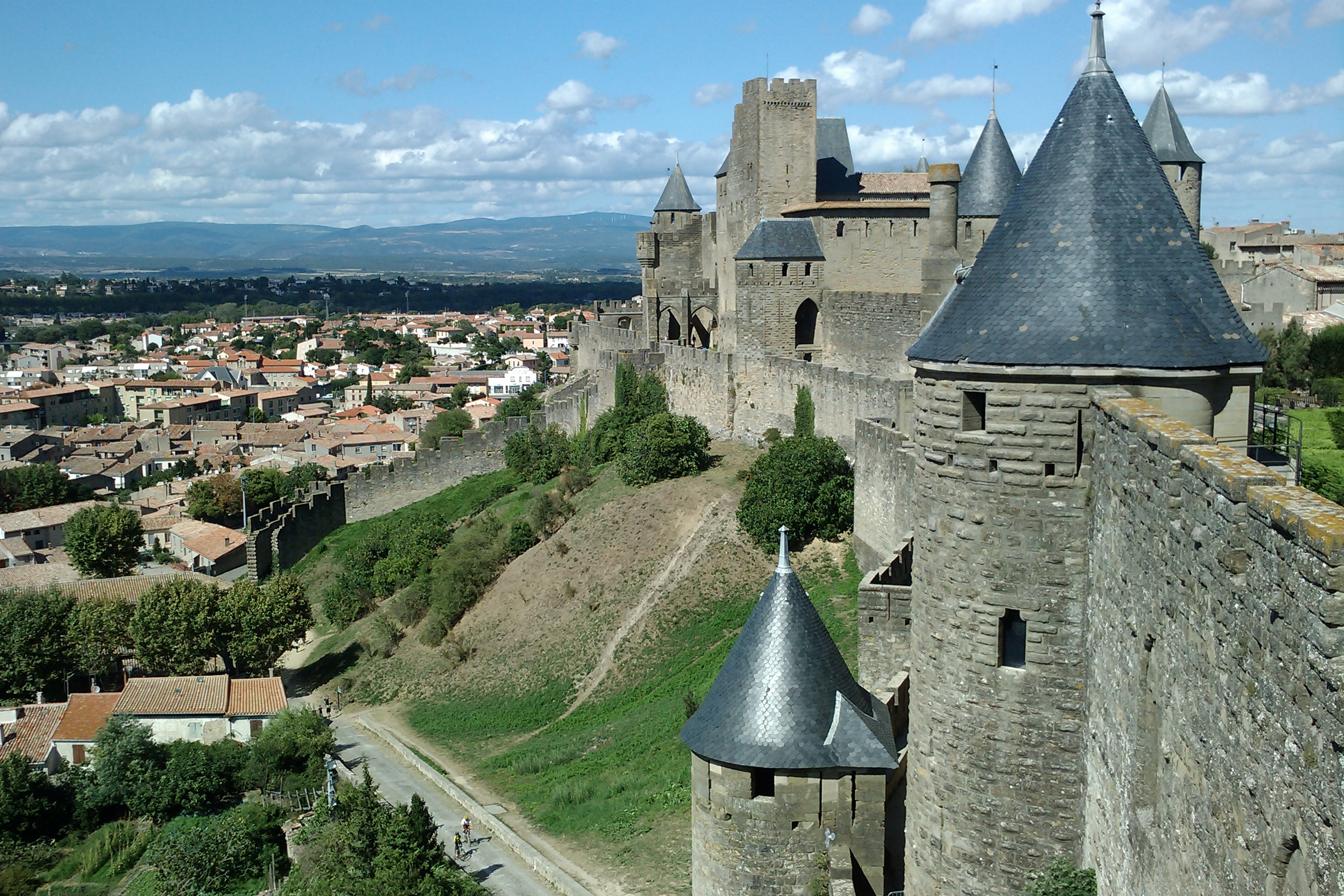
Orașul medieval Carcassonne

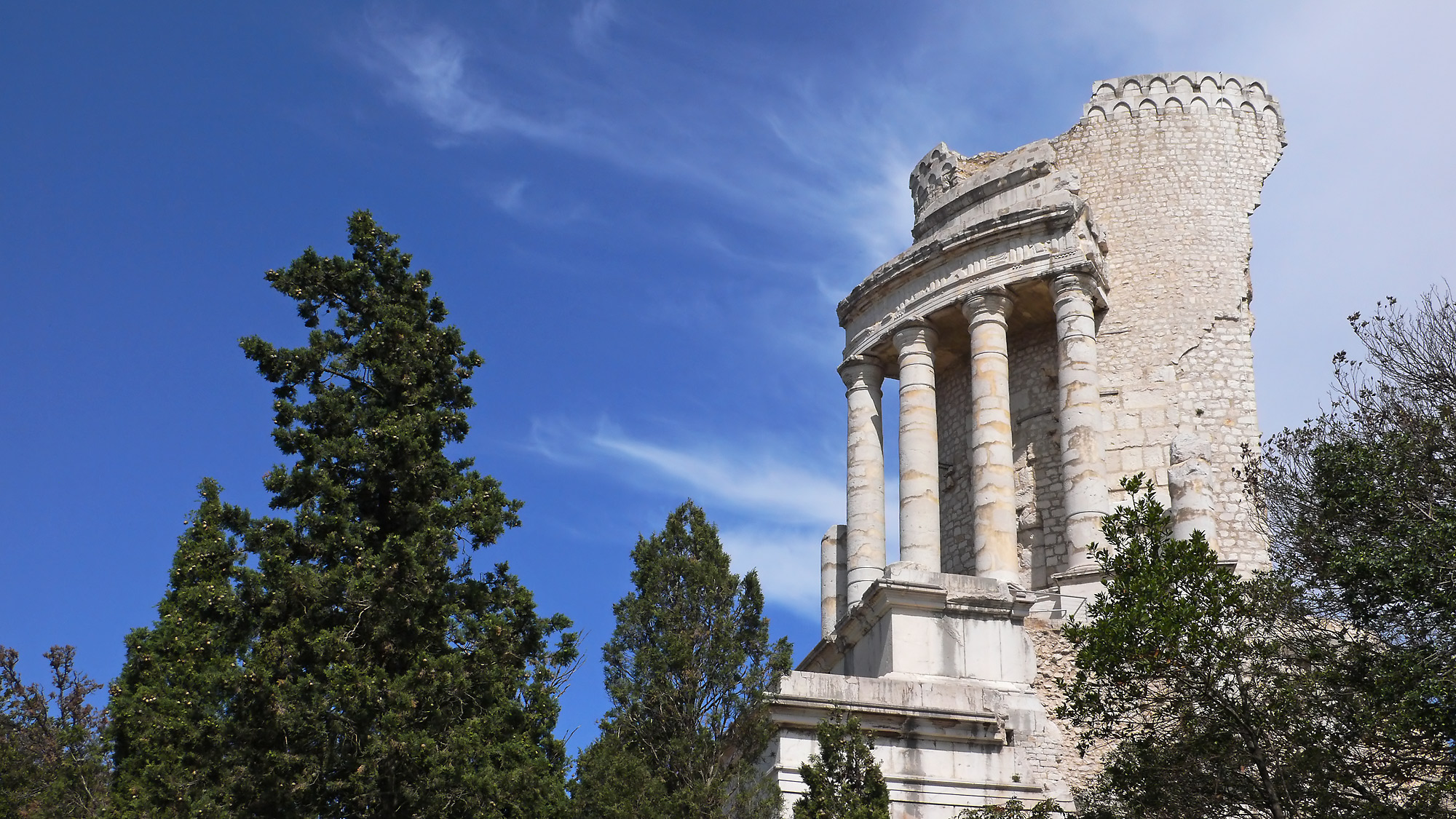
Trofeul din Alpi, La Turbie

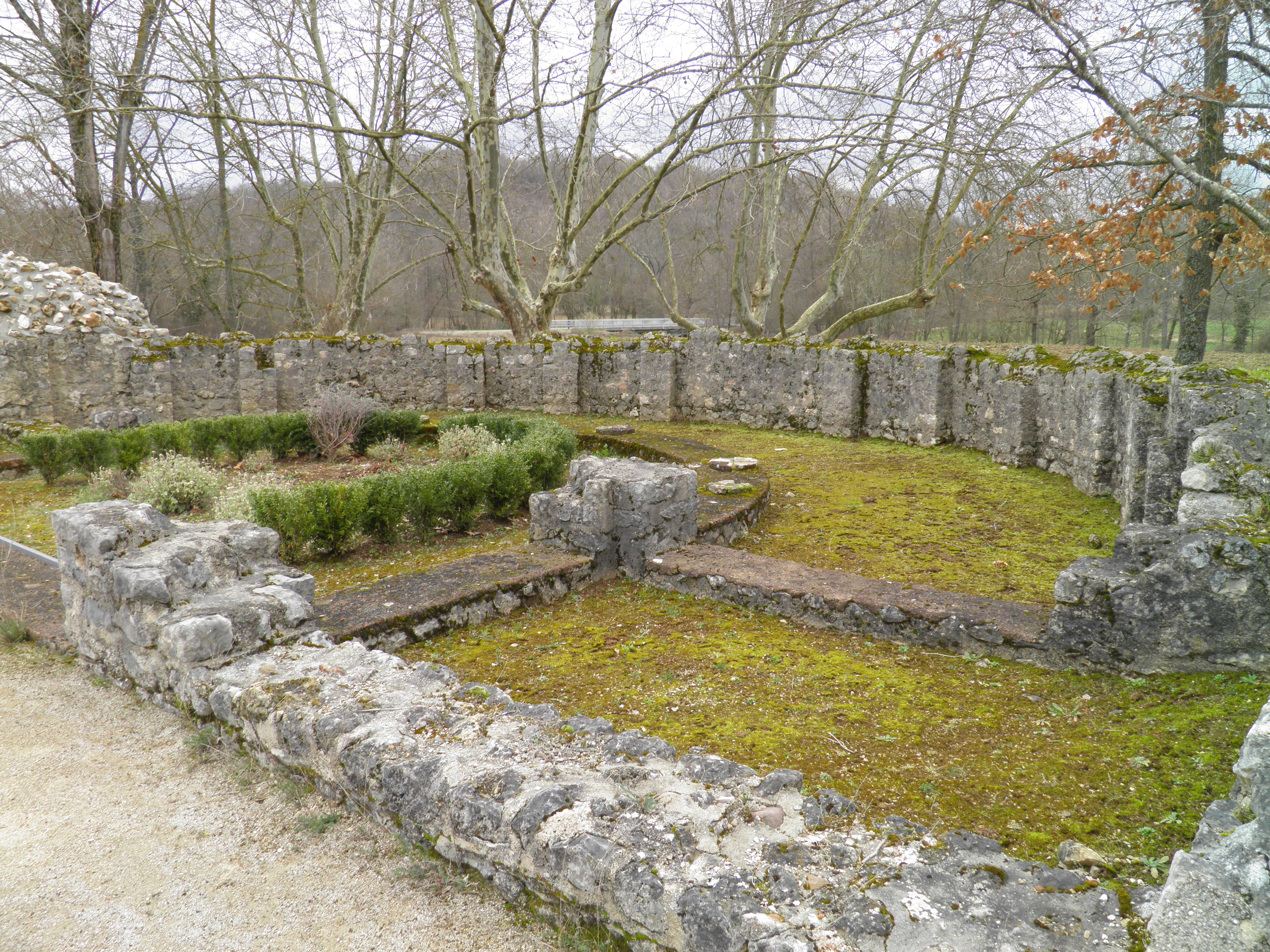
Vila galo-romană de la Montmaurin

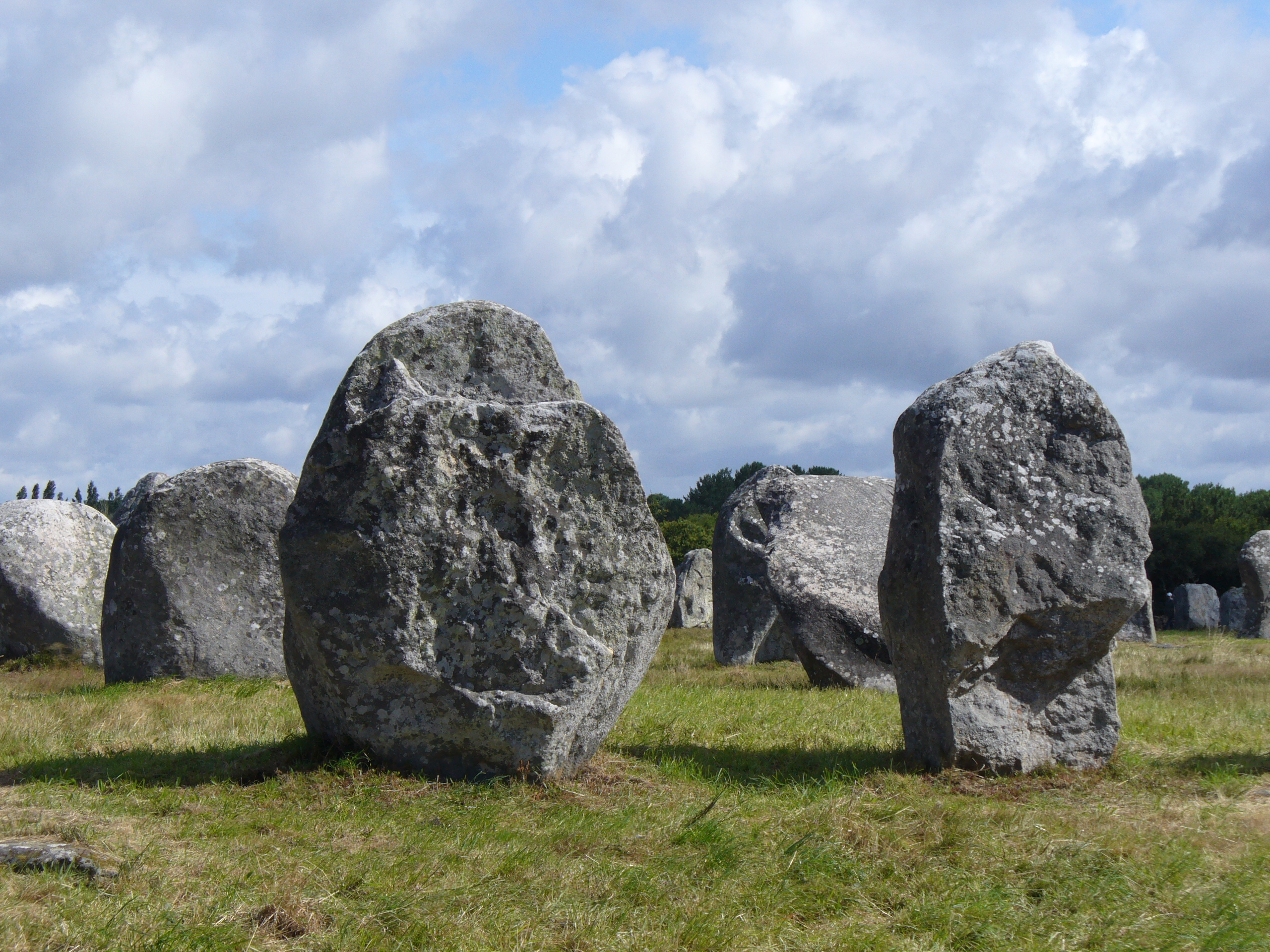
Situl megalitic de la Carnac

Centrul Monumentelor Naționale (în franceză Centre des monuments nationaux) este o instituție publică franceză aflată sub tutela Ministerului Culturii. S-a născut în anul 2000 din Casa națională a monumentelor istorice și preistorice, înființată pe 10 iulie 1914. Conversează, animează și deschide către public 98 de monumente istorice în proprietatea statului francez, care totalizează peste 9 milioane de vizitatori în fiecare an. Are sediul la Palatul Sully în arondismentul 4 din Paris.

## Monumentele în gestionare
În anul 2016 s-au adăugat la lista de monumentele Palatul Marinei din Paris și Vila Kérylos de la Beaulieu-sur-Mer.
Aquitania
- Abația La Sauve-Majeure
- Castelul Cadillac
- Castelul Puyguilhem
- Grota de la Pair-non-Pair
- Situri preistorice din Valea Vezerei
- Situl arheologic de la Montcaret
- Turnul Pey-Berland, Bordeaux

Auvergne
- Castelul Aulteribe
- Castelul Chareil-Cintrat
- Castelul Villeneuve-Lembron
- Arcadele Catedralei Notre-Dame din Puy-en-Velay

Basse-Normandie
- Abația Mont Saint-Michel
- Castelul Carrouges

Burgundia
- Abația Cluny
- Castelul Bussy-Rabutin

Bretania
- Situl megalitic de la Carnac
- Cairn Barnenez
- Casa lui Ernest Renan, Tréguier
- Situl megalitic de la Locmariaquer

Centre-Val de Loire
- Castelul Azay-le-Rideau
- Castelul Bouges
- Castelul Casteluldun
- Castelul Fougères-sur-Bièvre
- Castelul Talcy
- Arcadele de la Psalette, Tours
- Domeniul lui George Sand, Nohant
- Palatul Jacques-Cœur, Bourges
- Turnul și cripta ale cathédrale Saint-Étienne de Bourges
- Turnul et trezoreria de la cathédrale de Chartres

Champagne-Ardenne
- Castelul La Motte-Tilly
- Palais du Tau, Reims
- Turnurile catedralei Notre-Dame de Reims

Franche-Comté
- Catedrala Saint-Jean din Besançon și ceasul său astronomic

Haute-Normandie
- Abația Notre-Dame du Bec

Île-de-France (în afara Parisului)
- Bazilica Saint Denis
- Castelul Champs-sur-Marne
- Castelul Maisons-Laffitte
- Castelul Rambouillet
- Castelul Vincennes
- Domeniul National de la Saint-Cloud
- Lăptăria reginei și Casa de scoici, Rambouillet
- Casa Jardies, Sèvres
- Vila Savoye, Poissy

Languedoc-Roussillon
- Orașul medieval Carcassonne
- Fort Saint-André, Villeneuve-lez-Avignon
- Forteresse de Salses
- Oppidum-ul din Ensérune
- Turnul Constance și zidurile, Aigues-Mortes

Midi-Pyrénées
- Abbaye de Beaulieu-en-Rouergue
- Castelul Assier
- Castelul Castelnau-Bretenoux
- Castelul Gramont
- Castelul Montal
- Vila galo-romană de la Montmaurin

Nord-Pas-de-Calais
- Columna a Marii Armate, Wimille
- Vila Cavrois, Croix

Paris
- Arcul de Triumf din Paris
- Chapelle expiatoire
- Conciergerie
- Palais-Royal
- Palatul Sully
- Musée des Plans-reliefs
- Panthéon
- Sainte-Chapelle
- Turnurile Catedralei Notre-Dame de Paris`

Pays de la Loire
- Castelul din Angers
- Casa lui Georges Clemenceau, Saint-Vincent-sur-Jard

Picardia
- Castelul Coucy
- Castelul Pierrefonds
- Turnurile Catedralei Notre-Dame din Amiens

Poitou-Charentes
- Abația Charroux
- Castelul Oiron
- Situl galo-roman de la Sanxay
- Turnul Felinarului, Turnul Saint-Nicolas și Turnul Lanțului, La Rochelle

Provence-Alpes-Côte d'Azur
- Abația Montmajour
- Abația Thoronet
- Castelul If
- Arcadele catedralei Saint-Léonce
- Mănăstirea Saorge
- Fortăreața de la Mont-Dauphin
- Situl arheologic de la Glanum
- Trofeul din Alpi, La Turbie

Rhône-Alpes
- Castelul Voltaire, Ferney-Voltaire
- Mânăstirea regală Brou, Bourg-en-Bresse

## Legături externe
- fr en es  Site-ul oficial